# 루웬조리수달뒤쥐
루웬조리수달뒤쥐(Micropotamogale ruwenzorii)는 애기수달뒤쥐의 일종으로 텐렉과에 속하는 반수생의 포유류이다. 콩고민주공화국과 우간다에서 발견된다. 자연서식지는 강가이다. 서식지 감소로 멸종 취약종으로 분류하고 있다.